# منچستر (آلاباما)
منچستر (به انگلیسی: Manchester) یک منطقهٔ مسکونی در ایالات متحده آمریکا است که در شهرستان واکر، آلاباما واقع شده‌است. منچستر ۹۱ نفر جمعیت دارد و ۱۴۱٫۱۲ متر بالاتر از سطح دریا قرار دارد.